# Sétepenrê (fils de Ramsès II)
Sétepenrê est un prince d'Égypte et dixième fils de Ramsès II,.

## Biographie
Sétepenrê est peut-être né en l'an 2 du règne de son père, année où ce dernier change son nom de Nesout-bity de la forme simple Ousermaâtrê vers la forme plus lomgue Ousermaâtrê-Sétepenrê.
Sétepenrê est présent au siège de Dapour, bien que son jeune âge à l'époque rend peu probable toute forme de commandement pendant cet évènement.
Le prince est également connu par une inscription sur l'embrasure d'une porte découverte à Pi-Ramsès. La fonction du bâtiment est inconnu, toujours est-il que le nom du prince a remplacé celui d'un officier au plus tôt pendant la quatrième décennie du règne, avant que le nom de Sétepenrê soit à son tour remplacé par celui de l'un de ses cadet, le prince Sethemnakht.
Le titre de prince héritier passe directement de Khâemouaset (4e fils) à Mérenptah (13e fils) vers l'an 55, Sétepenrê étant alors décédé.

## Sépulture
Il a peut-être été enterré dans la tombe KV5, mais l'état de cette dernière ne permet pas d'en être certain.